# Carlucci American International School of Lisbon
A Carlucci American International School of Lisbon (CAISL), tambem conhecida como a Escola Americana de Lisboa, é uma escola internacional americana localizado em Sintra, na Riviera Portuguesa. Fundada em 1956, a CAISL é a escola americana mais antiga da Península Ibérica e a única escola autorizada da Departamento de Estado dos EUA em Portugal. É nomeado em homenagem a Frank C. Carlucci III, ex-embaixador dos EUA em Portugal e Secretário de Defesa dos EUA. Hillary Clinton, na época Primeira Dama dos Estados Unidos, inaugurou oficialmente o atual campus da CAISL em Linhó em 1998.
A CAISL é uma das escolas mais caras de Portugal. A população estudantil do CAISL é feita, pela maior parte, de estudantes conectados a missões diplomáticas e embaixadas em Lisboa, seguidos por cidadãos portugueses e uma considerável minoria de americanos. A CAISL tem várias parcerias com instituições, como a Fundação Calouste Gulbenkian, para apoiar iniciativas de pesquisa em métodos de ensino, divulgação filantrópica e para sediar conferências internacionais e exposições culturais. Em 2016, a Hewlett-Packard (HP) premiou a CAISL com o Prêmio HP de Inovação em Educação. Muitos dos ex-alunos do CAISL passaram a ocupar posições influentes, tanto no exterior como em Portugal, e incluem artistas vencedores do Grammy Award até jornalistas de renome mundial.

## Ex-alunos
- Bryan Adams - Cantor canadense vencedor do Grammy Award[5]
- Jorge Sampaio - 18.º Presidente da República Portuguesa[6]
- Pedro Pinto - Chefe da Imprensa da UEFA, jornalista da CNN [7]
- Artur Pizarro - Pianista português de prestígio internacional
- Mishlawi - Cantor luso-americano[8]
- Paula Lobo Antunes - Atriz portuguesa [9]
- Diana, Duquesa de Cadaval - Nobre e autora portuguesa[10]